# Charles Lagarde
Adrien François Joseph Charles Lagarde, né le 13 septembre 1878 à Pau et mort le 20 avril 1954, est un athlète français, spécialiste du lancer du poids et de disque. 

## Biographie

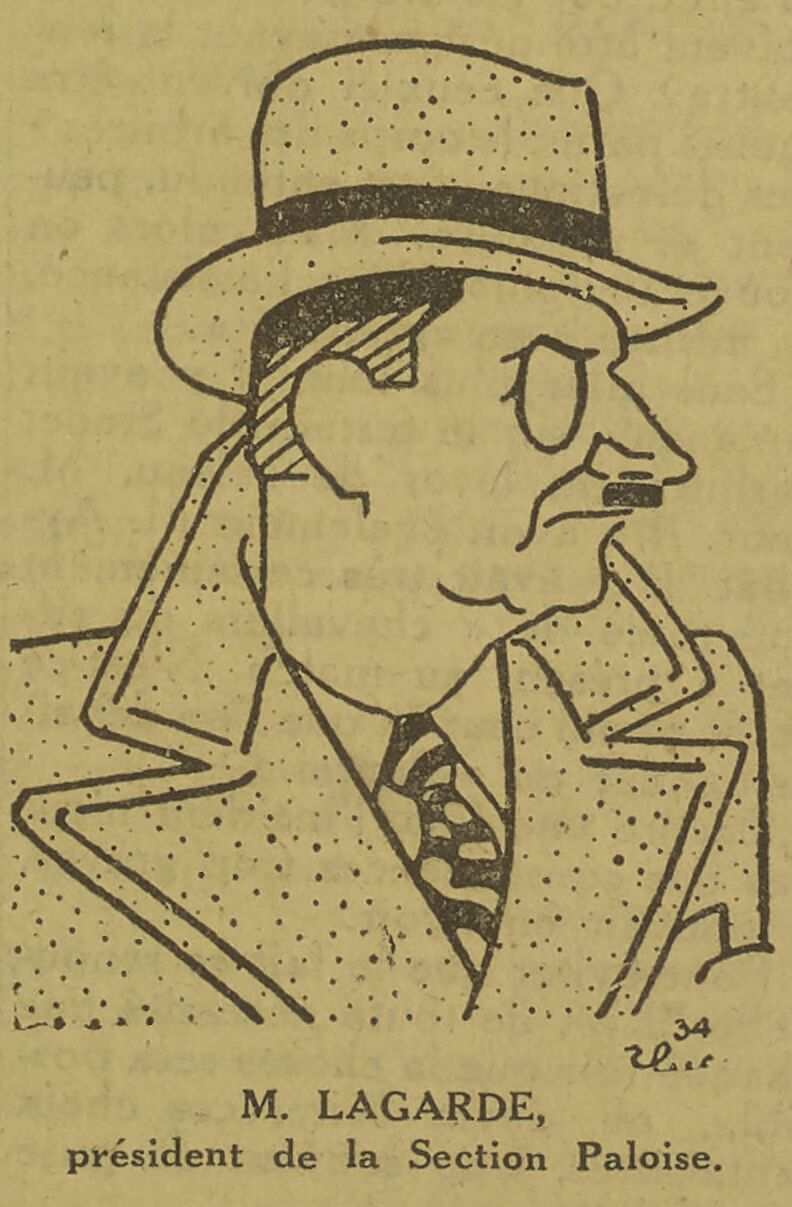
Lagarde, président de la Section Paloise

Il représente deux fois la France aux Jeux olympiques sur les épreuves du lancer du disque et du lancer du poids. Une première fois à Londres en 1908 et une seconde fois à Stockholm en 1912. Ses meilleurs résultats dans la compétition sont une 22e place sur le poids et une 27e place sur le disque. En 1912, il mène la délégation française lors de l'entrée des athlètes dans le stade olympique.
Il parvient à décrocher trois médailles de bronze lors des championnats de France d'athlétisme en 1909, 1910 et 1911. 
Il est mobilisé pour prendre part à la Première Guerre mondiale dès août 1914. Il est récompensé de la croix de guerre avec étoile de bronze pour ses actions durant le conflit. 
Condisciple de Joseph Peyré et journaliste sportif à L'Indépendant des Basses-Pyrénées, il fut entre 1932 et 1952 le président emblématique de la Section paloise. Il a également été le Président de la ligue Basque-Béarn-Bigorre.
Une rue porte son nom à Pau depuis 1981.

## Distinctions
- Croix de guerre 1914–1918, étoile de bronze

## Palmarès
| Date | Compétition     | Lieu      | Résultat | Épreuve          | Marque   |
| ---- | --------------- | --------- | -------- | ---------------- | -------- |
| 1908 | Jeux olympiques | Londres   | 23e      | Lancer du poids  | Inconnue |
| 1908 | Jeux olympiques | Londres   | 27e      | Lancer du disque | Inconnue |
| 1912 | Jeux olympiques | Stockholm | 22e      | Lancer du poids  | 9,41 m   |
| 1912 | Jeux olympiques | Stockholm | 36e      | Lancer du disque | 32,35 m  |

| Date | Compétition            | Lieu     | Résultat | Épreuve          | Marque  |
| ---- | ---------------------- | -------- | -------- | ---------------- | ------- |
| 1909 | Championnats de France | Colombes | 3e       | Lancer du disque | 34,00 m |
| 1910 | Championnats de France | Paris    | 3e       | Lancer du disque | 33,61 m |
| 1911 | Championnats de France | Colombes | 3e       | Lancer du poids  | 10,53 m |
| 1911 | Championnats de France | Colombes | 4e       | Lancer du disque | 36,11 m |
| 1913 | Championnats de France | Colombes | 4e       | Lancer du poids  | 10,60 m |

## Records
| Épreuve          | Épreuve   | Marque  | Lieu     | Date         |
| ---------------- | --------- | ------- | -------- | ------------ |
| Lancer du disque | Plein air | 36,11 m | Colombes | 18 juin 1911 |